# College Park (Maryland)
College Park é uma cidade localizada no estado americano de Maryland, no Condado de Prince George's. A cidade foi fundada em 1856, e incorporada em 1945.

## Demografia
Segundo o censo americano de 2000, a sua população era de 24.657 habitantes.
Em 2006, foi estimada uma população de 27.410, um aumento de 2753 (11.2%).

## Geografia
De acordo com o United States Census Bureau tem uma área de
14,1 km², dos quais 14,1 km² cobertos por terra e 0,0 km² cobertos por água.

## Localidades na vizinhança
O diagrama seguinte representa as localidades num raio de 4 km ao redor de College Park.